# Tim Howard
Timothy Matthew "Tim" Howard (nascut a North Brunswick Township, Nova Jersey, Estats Units, el 6 de març del 1979) és un futbolista estatunidenc que actualment juga de porter a l'Everton FC de la Premier League i per la selecció dels Estats Units. L'estiu del 2009 va ser subcampió de la Copa Confederacions amb el seu país i premiat amb el Guant d'Or del torneig.
El 2014, durant el Mundial del Brasil, assoleix un rècord mundial: aconsegueix realitzar 16 parades en els vuitens de final contra Bèlgica, moltes d'elles a xuts de Lukaku i Kevin de Bruyne, però no pot evitar que la seva selecció quedi eliminada del torneig després de perdre el partit per 2 gols a 1.